# (7742) Altamira
(7742) Altamira (1985 US) – planetoida z pasa głównego asteroid okrążająca Słońce w ciągu 4,49 lat w średniej odległości 2,72 j.a. Odkryta 20 października 1985 roku.